# Glenn Luther Martin

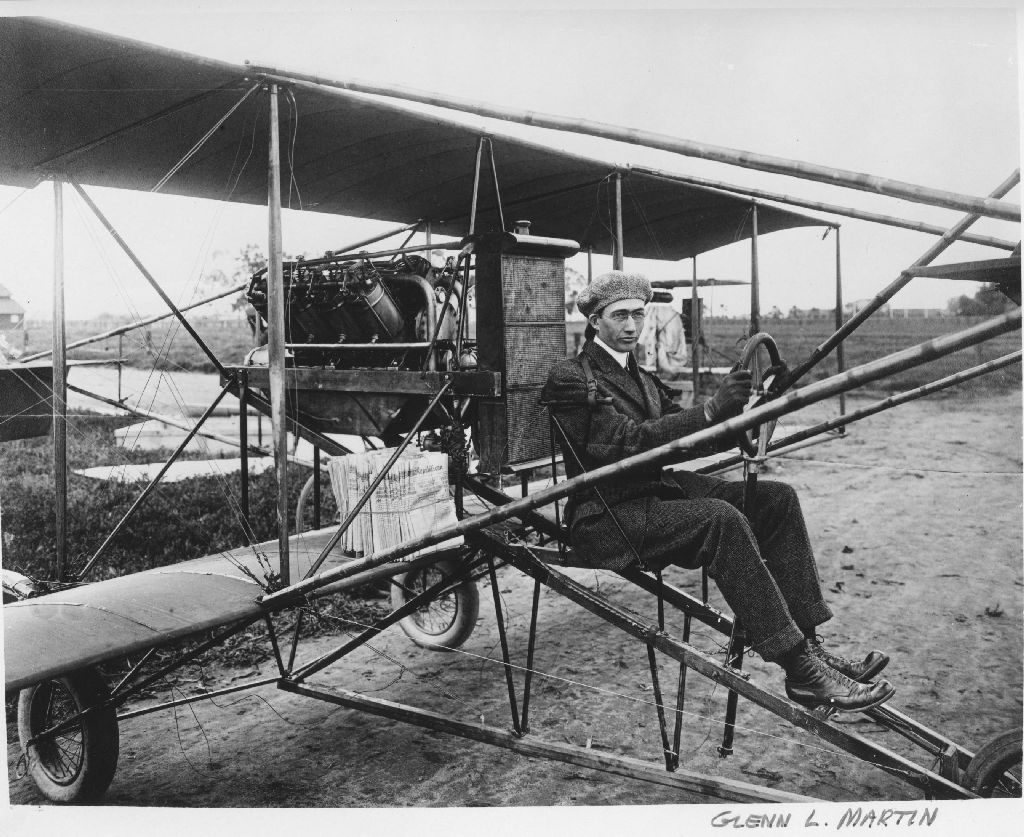
Glenn Luther Martin (um 1912)

Glenn Luther Martin (* 17. Januar 1886; † 5. Dezember 1955) war ein US-amerikanischer Geschäftsmann und Pilot.
Martin übernahm 1908 Verkaufsstellen für Ford und Maxwell in Santa Ana. Nachdem er sich 1908 ein eigenes Flugzeug, eine Kopie der Maschine von Glenn Curtiss, mit einem 15 PS-Ford Motor als Antrieb gebaut hatte, brachte er sich in den Jahren 1909 und 1910 selbst das Fliegen bei. 
Er gründete daraufhin am 16. August 1912 die Glenn L. Martin Aircraft Company mit 14 Angestellten, um seine Flugzeuge zu produzieren und zu vermarkten. Unter den Vorzeichen des Ersten Weltkrieges schloss er sein Unternehmen 1916 zunächst mit der Wright Company zusammen, um die Wright-Martin Aircraft Company zu gründen. Martin zog sich jedoch bereits am 10. September 1917 wieder zurück, da er mit der Situation dort nicht einverstanden war, und gründete die Glenn L. Martin Company. 
Martin kümmerte sich nicht um Detailfragen seines Unternehmens. Seine Flugzeuge wurden von angestellten Ingenieuren konstruiert und die Produktion wurde von entsprechenden Spezialisten organisiert. Neben Donald Wills Douglas, Lawrence Bell, James Smith McDonnell war auch William Boeing zunächst Angestellter bei Glenn Martin. 
1932 erhielt er für seine besonderen Leistungen die Collier Trophy. Martin führte sein Unternehmen über 40 Jahre lang.